# Blaze (album)
Blaze è il sesto album in studio del gruppo musicale statunitense Lagwagon, pubblicato l'8 aprile 2003.

## Descrizione
Il periodo di pausa è stato causato dal coinvolgimento dei componenti in altri progetti come Bad Astronaut, Good Riddance, Me First and the Gimme Gimmes e RKL, tanto che in prima dell'album si parlava di scioglimento della band, voce mai confermata.  Nonostante la band non avesse pubblicato nessun album dopo Let's Talk About Feelings del 1998, non aveva mai smesso di andare in giro in tour (tranne per gran parte del 2000), e pubblicò nel '99 l'EP A Feedbag Of Truckstop Poetry. L'unica traccia esclusa dal disco fu Status Pool!, che venne inserita poi nella compilation Rock Against Bush Vol.2.
Cinque pezzi dell'album furono inizialmente registrati in un EP, Blaze It, che non fu mai pubblicato perché fu insoddisfatto degli arrangiamenti e delle parti di canzoni inizialmente scritte.

## Tracce
1. Burn – 3:15
2. E Dagger – 2:09
3. Dancing the Collapse – 2:16
4. I Must Be Hateful – 3:30
5. Falling Apart – 2:39
6. Max Says – 3:22
7. Billy Club – 2:48
8. Dividers – 2:43
9. Never Stops – 3:34
10. Dinner and a Movie – 2:04
11. Lullaby – 3:49
12. Billionaire – 2:30
13. Tomorrow Is Heartbreak – 3:00
14. Baggage – 4:08

### Traccia video
1. Falling Apart - video ufficiale
2. Mr Coffee - live at Van's Warped Tour 2002 in Vancouver
3. May 16th - live at Van's Warped Tour 2002 in Vancouver

## Formazione
- Joey Cape - voce
- Chris Flippin - chitarra
- Chris Rest - chitarra
- Jesse Buglione - basso
- Dave Raun - batteria